# Titus Pontius Sabinus
Titus Pontius Sabinus (vollständige Namensform Titus Pontius Titi filius Palatina Sabinus) war ein im 2. Jahrhundert n. Chr. lebender Angehöriger des römischen Ritterstandes (Eques). Durch eine Inschrift sind einzelne Stationen seiner Laufbahn bekannt.
Sabinus begann seine militärische Laufbahn als Präfekt der Cohors I Pannoniorum et Dalmatarum equitata civium Romanorum, die in der Provinz Germania inferior stationiert war. Danach wurde er Tribunus militum in der Legio VI Ferrata, die im Osten des römischen Reiches stationiert war. Für seine Leistungen im Partherkrieg erhielt er von Trajan (98–117) folgende militärische Auszeichnungen: eine Hasta pura, ein Vexillum und eine Corona muralis.
Anstatt die für einen Angehörigen des Ritterstandes übliche Laufbahn fortzusetzen, ging Sabinus von da an einen anderen Weg. Er wurde zunächst Centurio in der Legio XXII Primigenia, die ihr Hauptlager in Mainz hatte und danach Centurio in der Legio XIII Gemina, die in der Provinz Dacia stationiert war. Danach stieg er zum Primus Pilus in der Legio III Augusta auf, deren Hauptlager sich bei Lambaesis in Nordafrika befand. Im Anschluss übernahm er als Praepositus die Leitung einer Vexillation, die aus 3000 Soldaten der Legionen VII Gemina, VIII Augusta und XXII Primigenia gebildet wurde. Mit dieser Vexillation nahm er an einer expeditio Brittannica teil, um in der Provinz Britannien Unruhen zu unterdrücken.
Nach seiner Rückkehr aus Britannien übernahm er als Tribun die Leitung der folgenden Einheiten in Rom (in dieser Reihenfolge): der Cohors III Vigilum, der Cohors XIIII Urbana sowie der Cohors II Praetoria. Im Anschluss war er ein weiteres Mal Primus Pilus, ebenfalls in Rom. Danach übte er seine einzige bekannte zivile Position in der Verwaltung aus, als er Procurator in der Provinz Gallia Narbonensis wurde.
Sabinus war in der Tribus Palatina eingeschrieben. Er stammte vermutlich aus Ferentinum, dem heutigen Ferentino, wo auch die Inschrift gefunden wurde. In seiner Heimatstadt war er IIIIvir iure dicundo quinquennalis, Flamen und Patron. Seine Frau, Valeria Procula, war die Schwester von Lucius Valerius Proculus.
Die Inschrift wird bei der Epigraphik-Datenbank Clauss-Slaby auf 122/150 datiert. James Robert Summerly datiert die militärische Laufbahn von Sabinus in einen Zeitraum zwischen 110 und 125.